# Elymus barbicallus
Elymus barbicallus är en gräsart som först beskrevs av Jisaburo Ohwi, och fick sitt nu gällande namn av Shou Liang Chen. Elymus barbicallus ingår i släktet elmar, och familjen gräs. Inga underarter finns listade i Catalogue of Life.